# APEX (Fotografie)
Das APEX-System (englisch Additive System of Photographic Exposure; deutsch: Additives System zur fotografischen Belichtung) stellt die in der fotografischen Belichtung wesentlichen Werte als kleine ganze Zahlen dar, meist im Bereich 0 bis 10. Das System ist logarithmisch aufgebaut und ermöglicht es dadurch, gewünschte Belichtungswerte durch einfache Additionen und Subtraktionen zu ermitteln. 
Beispiel: Wenn der APEX-Wert für die Belichtungszeit um 1 erhöht wird (was eine Halbierung der Belichtungszeit bedeutet), muss der APEX-Wert für die Blendenzahl um 1 erniedrigt werden, um bei ansonsten gleichen Bedingungen dieselbe Belichtung zu erhalten. 
Das Verfahren wurde im Rahmen der Normen ASA PH2.5-1960, ASA PH2.12-1961 und ANSI PH3.49-1971 vorgestellt.

## Die APEX-Werte

### Blendenwert Av
Der Blendenwert Av (englisch aperture value) ist Null für das Öffnungsverhältnis f/1 und steigt mit jeder Blendenstufe um genau 1 an, während die Blendenzahl in jeder Stufe mit 1,4 (genauer: {\displaystyle {\sqrt {2}}}) multipliziert wird.
| Blendenzahl    | 1 | 1,4 | 2 | 2,8 | 4 | 5,6 | 8 | 11 | 16 | 22 | 32 |
| Blendenwert Av | 0 | 1   | 2 | 3   | 4 | 5   | 6 | 7  | 8  | 9  | 10 |

### Zeitwert Tv
Der Zeitwert Tv (englisch time value) ist Null für eine Belichtungszeit von 1 Sekunde und steigt mit jeder Halbierung um 1 an. Die Tabelle gibt die in der Fotografie üblichen gerundeten Verschlusszeiten an, die keine exakten Halbierungen sind.
| Belichtungszeit (s) | 1 | 1⁄2 | 1⁄4 | 1⁄8 | 1⁄15 | 1⁄30 | 1⁄60 | 1⁄125 | 1⁄250 | 1⁄500 | 1⁄1000 |
| Zeitwert Tv         | 0 | 1   | 2   | 3   | 4    | 5    | 6    | 7     | 8     | 9     | 10     |

### Lichtwert Ev

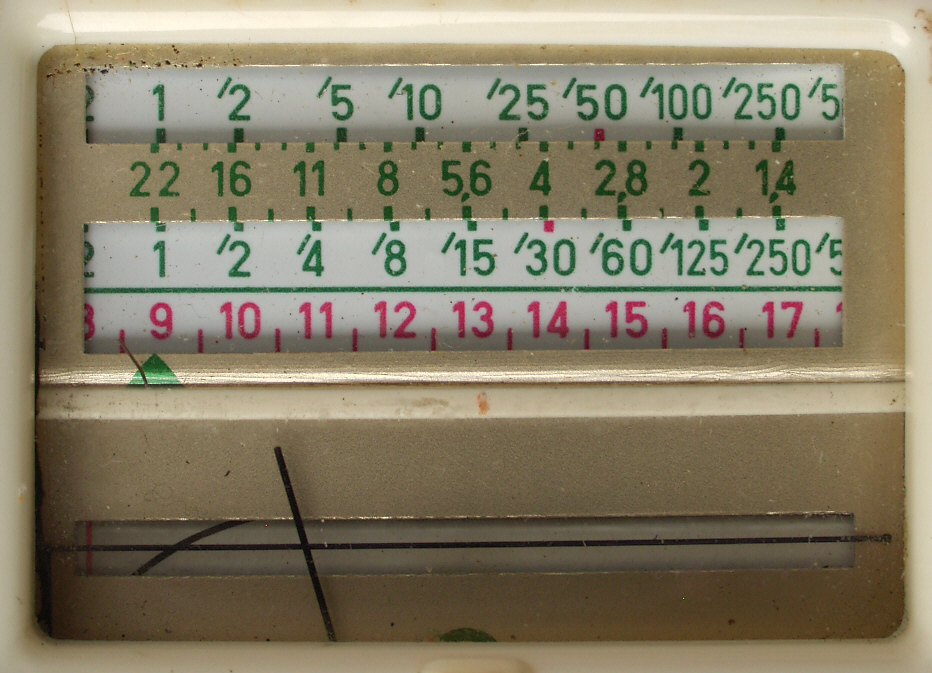
Dieser Belichtungsmesser von 1952 ist auf einen Lichtwert von 9 eingestellt (rote Skala) und gibt darüber Kombinationen von Belichtungszeit und Blendenzahl an, die diesen Lichtwert ergeben.

Die Summe aus Blenden- und Zeitwert ergibt den Lichtwert Ev (englisch exposure value): 
Ev = Av + Tv
Je größer der Lichtwert, desto geringer die „Lichtmenge“, die während der Belichtung auf den Bildempfänger gelangt.

### Empfindlichkeitswert Sv
Der Empfindlichkeitswert Sv (englisch speed value) ist Null für eine Film-/Sensorempfindlichkeit von 3 ISO (genau: 3,125) und steigt mit jeder Verdopplung um 1 an.
| Empfindlichkeit (ISO)   | 3 | 6 | 12 | 25 | 50 | 100 | 200 | 400 | 800 | 1600 | 3200 |
| Empfindlichkeitswert Sv | 0 | 1 | 2  | 3  | 4  | 5   | 6   | 7   | 8   | 9    | 10   |

### Helligkeitswert Bv
Der Helligkeitswert Bv (englisch brightness value) bildet die Leuchtdichte des fotografierten Raumes ab und folgt der historischen Einheit Footlambert. Er ist Null für 1 Footlambert und steigt mit jeder Verdopplung um 1 an.
| Leuchtdichte (ft.la.) | 1 | 2 | 4 | 8 | 16 | 32 | 64 | 128 | 256 | 512 | 1024 |
| Helligkeitswert Bv    | 0 | 1 | 2 | 3 | 4  | 5  | 6  | 7   | 8   | 9   | 10   |

### Erweiterung der Skalen
Die APEX-Werte lassen sich beliebig nach oben oder unten (in den negativen Bereich) fortführen, wobei eine Differenz des APEX-Wertes von 1 eine Verdopplung/Halbierung (außer bei der Blendenzahl) des physikalischen Wertes darstellt. Eine Empfindlichkeit von 12800 ISO entspricht Sv = 12, eine Belichtungszeit von 8 s entspricht Tv = −3, eine Blende von 0,7 entspricht Av = −1.

## Anwendung
Für eine korrekte Belichtung gilt die Gleichung
Av + Tv = Bv + Sv
Die gegenseitigen Abhängigkeiten der Belichtungsparameter werden so auf einfachste Addition und Subtraktion zurückgeführt. 
Um gezielt unter- oder überzubelichten, lässt sich noch der Korrekturwert Cv in die Gleichung einbringen:
Av + Tv + Cv = Bv + Sv
Für Cv = 1 ergibt sich eine Überbelichtung um 1 Ev, entspricht 1 Blendenstufe.

## Bedeutung
Trotz seiner Einfachheit hat sich das APEX-System nicht bis zu den Einstellungen fotografischer Kameras durchsetzen können – dort werden in der Regel die (gerundeten) physikalischen Werte für Belichtungszeit und Blendenzahl verwendet. 
Andererseits konzipierte der Münchner Feinmechanik-Hersteller Friedrich Deckel bereits Anfang der 1950er-Jahre Kameraverschlüsse, die nach einem ähnlichen System namens LVS (light value scale) einzustellen waren.
Mit dem Lichtwert Ev wird in der professionellen Belichtungsmessung viel gearbeitet. Er dient außerdem bei automatischen Kameras als Pseudo-Einheit für die Einstellung der Belichtungskorrektur.